# تشارلز بي. ماكلولين
تشارلز بي. ماكلولين (بالإنجليزية: Charles B. McLaughlin)‏ هو قاضي أمريكي، ولد في 1884 في مانهاتن في الولايات المتحدة، وتوفي في 8 ديسمبر 1947 في ذا برونكس في الولايات المتحدة.